# Giả Tự Đạo
Giả Tự Đạo (chữ Hán: 賈似道, 1213 - 1275), tên tự là Sư Hiến (師憲), nguyên quán ở Thai châu, là tể tướng, ngoại thích nhà Tống trong lịch sử Trung Quốc, người đã góp một phần lớn vào sự diệt vong của Nam Tống.

## Thân thế và thuở thiếu thời
Giả Tự Đạo là con trai của chế trí sứ Hoài Đông Giả Thiệp, mẫu thân là Hồ thị. Hồ thị vốn không phải là vợ của Giả Thiệp, mà lấy một người khác. Một hôm ra sông giật áo thì thấy quan quân đang qua sông, trong đó có Giả Thiệp. Hai người vừa gặp đã yêu, sau đó thì Hồ thị sinh ra Tự Đạo. Về sau Giả Thiệp mới bỏ tiền mua Hồ thị về, do vậy đứa con sinh ra mới được mang họ Giả.
Giả Tự Đạo từ nhỏ đã là kẻ vô lại, thích ăn chơi, cờ bạc rượu chè kĩ nữ, không gì là chưa động đến. Bấy giờ có người quen là Từ Vị Lễ đến nhà, nhìn thấy Tự Đạo thì rất kinh ngạc, nói với Hồ thị rằng về sau rủi lắm thì Tự Đạo cũng làm được thái thú. Lại có một thầy tướng số nọ, gặp lúc Tự Đạo trượt chân ngả lộ ra đôi bàn chân, mới than rằng Tự Đạo có tướng cực quý, nhưng lòng bàn chân có hình con khỉ, e sau này có lúc phải đi xa vạn dặm.
Ban đầu Tự Đạo theo lệ phụ ấm được bổ nhiệm làm Gia Hưng tư thương. Chị của Tự Đạo được tiến cung và được Tống Lý Tông sủng ái, sắc phong làm quý phi, do vậy Tự Đạo thăng tiến nhanh chóng, được phong Thái thường thừa, Quân khí giám. Năm 1234, tháng 3 ÂL được phong làm Tịch Điền lệnh. Tự Đạo vẫn không bỏ thói cũ, suốt ngày lêu lổng, thường cùng bọn kĩ nữ dạo chơi ở Tây Hồ. Một hôm Lý Tông nhân lên lầu xem phong cảnh thì bắt gặp cảnh ấy, bèn nói
Chắc đó là tên Giả Tự Đạo chứng không ai.
Rồi sai Sử Nham Chi răn đe Tự Đạo. Nham Chi vốn sợ thế Giả quý phi, nên mới nói rằng
Tự Đạo chẳng qua chỉ là chút nông nổi tuổi thiếu niên, nhưng có kì tài đáng được dùng.
Lý Tông tin là thật, từ đó có ý dùng Tự Đạo. Sau đó Tự Đạo được bổ nhiệm làm tri Lễ châu.

## Thăng tiến nhờ chị
Năm nguyên niên Thuần Hựu (1241) được phong tổng lĩnh Hồ Quảng. Năm thứ ba (1243) gia thị lang bộ Hộ. Năm thứ 5 (1245), phong Bảo Chương các trực học sĩ, Duyện Giang chế trí phó sứ, tri Giang châu kiêm An phủ sứ Giang Tây. Năm sau, lại dời làm chế trí sứ Kinh Hồ, tri Giang Lăng và được cho phép tùy nghi hành sự và thưởng phạt. Năm thứ 9 (1249), gia phong Bảo Văn các học sĩ, An phủ, Chế trí sứ Kinh Hồ. Năm thứ 10, phong Đoan Minh điện học sĩ, dời sang trấn Lưỡng Hoài, lúc đó mới chơi tới 30 tuổi.
Năm thứ hai Bảo Hựu (1254), phong Đồng tri Xu mật viện sự, Lâm Hải quận Khai quốc công. Từ đó quyền thế của Tự Đạo bắt đầu lên cao. Năm thứ 4 (1256), được phong làm Tham tri chính sự. Năm 1257, gia Tri Xu mật viện sự. Năm 1258, cải làm tuyên phủ sứ Lưỡng Hoài.
Năm 1234, Tống liên quân với Mông Cổ diệt Kim quốc. Sau đó, Lý Tông dùng mưu của Triệu Phạm, phát động Đoan Bình nhập Lạc hòng khôi phục Trung Nguyên, kết quả bị Mông Cổ đánh bại. Những năm tiếp theo, Mông Cổ liên tiếp đánh Tống, bắt đầu cuộc chiến tranh kéo dài hơn 40 năm giữa hai nước.

## Chiến thắng quân Mông Cổ
Năm 1258, Mông Hiến Tông Mông Kha cùng em là Hốt Tất Liệt dẫn quân nam xâm. Tống đình phong cho Giả Tự Đạo lĩnh quân ở Hán Dương, Viên Ngạc, sau đó còn bái làm Hữu Thừa tướng, lệnh cầm quân cự địch. Bấy giờ ở Tây Thục, tướng giữ thành Điếu Ngư là Vương Kiên nhiều lần đánh bại quân Mông, khiến Mông Kha tức quá thành bệnh rồi chết ở Điếu Ngư. Tình hình Tây Thục tạm yên. Trong khi ở Lưỡng Hoài thì quân Mông Cổ thắng thế, Hoàng đệ Hốt Tất Liệt đã áp sát Đại Giang. Hoàng đệ sai Đổng Văn Bính ra thống lĩnh quân cảm tử vượt sông, đánh cho quân Tống tan tác. Quân Mông Cổ đánh vào Ngạc châu, phá Lâm Giang quân và Đoan châu. Giả Tự Đạo khi đó đóng ở Hán Dương để chi viện cho Ngạc châu
Lúc này quân Mông vây Ngạc châu rất chặt, tướng giữ thành Trương Thắng tự sát. Tự Đạo sai Lã Văn Đức, Hướng Sĩ Bích, Tào Thế Hùng đến cứu viện, đề cử Tự Đạo ra đốc chiến. Bấy giờ có tướng Cao Đạt không phục Tự Đạo, Tự Đạo ngầm mang hận trong lòng. Bỗng khi đó có lệnh cho Tự Đạo phải dời lên Hoàng châu ở phía bắc. Trên đường tới Bình Thảo thì được tin báo bắc quân sắp tới, Tự Đạo sợ xám mặt, đành sai Tôn Hổ Thần dẫn quân ra chống mà miệng còn lẩm bẩm chắc chết. May là Tôn Hổ Thần đánh bại được quân Mông, bắt được một hàng tướng. Tự Đạo sai chém tên hàng tướng đó và khích lệ Hổ Thần.
Tháng 11 ÂL, quân Mông Cổ vây thành rất gấp, tin tức bại trận từ các nơi lũ lượt bay về. Tự Đạo lo lắng, sai Tống Kinh đến trại Mông xin xưng thần cắt đất. Hốt Tất Liệt không theo. Lúc đó Vương Kiên từ Hợp châu báo tin rằng Hiến Tông đã chết, quân Mông Cổ thế nào cũng rút lui, có thể thừa cơ tập kích tiêu diệt chúng, Tự Đạo không tin; lại sai sứ lần nữa, nguyện dâng Lưỡng Hoài, tiền thuế bạc lụa mỗi thứ 20 vạn. Hốt Tất Liệt lúc đó nghe tin A Lý Bất Ca đã lên ngôi ở Hòa Lâm, vội đồng ý nghị hòa để còn về bắc tranh ngôi. Ngột Lương Hợp Thai vừa lui khỏi Hồ Bắc, đang bắc vượt phao vượt sông thì Tự Đạo dùng kế của Lưu Chỉnh, lệnh Hạ Quý cắt đường rút lui của địch, giết 170 quân Mông Cổ, phá cầu phao.
Tự Đạo ca khải hoàn về kinh, báo tin thắng trận mà giấu việc nghị hòa. Lý Tông mừng lắm, phong Tự Đạo làm Thiếu phó, Hữu thừa tướng nhập triều, bách quan phải vái chào nhưng chuyện cũ của Văn Ngạn Bác.

## Hữu thừa tướng nhà Tống
Sau khi được nắm quyền, Tự Đạo tìm cớ trả thù những người không ăn cánh với mình. Tả thừa tướng Ngô Tiềm trước kia từng khuyên Lý Tông dời quân ra Hoàng châu khiến Tự Đạo khốn đốn, Tự Đạo quyết tâm hãm hại Ngô Tiềm. Gặp lúc Lý Tông không có con trai, nên dùng con của Vinh vương Dữ Nhuế là Mạnh Khải kế tự, đổi tên là Tư rồi lại đổi là Kì, phong Trung vương, có ý lập làm thái tử. Ngô Tiềm mật tâu
Thần không có tài nhìn xa, nhưng biết Trung vương không phải là phúc của bệ hạ.
Lý Tông rất giận và Giả Tự Đạo rất mừng. Tháng 4 năm 1260, Tự Đạo bèn gièm pha cho Lý Tông bãi chức Ngô Tiềm; hai tháng sau lập Trung vương làm thái tử. Tự Đạo vẫn chưa hả, tìm cách hại Ngô Tiềm cho kì được mới thôi. Nên nhân lúc Ngô Tiềm bị đày đến Tuần châu, Tự Đạo sai Lưu Tông Thân đến để thừa cơ hạ độc. Cuối năm 1262, Tông Thân xông vào nơi ở của Ngô Tiềm ép ông uống rượu độc. Ngô Thừa tướng qua đời không ai không thương xót. Giả Tự Đạo sợ mang tiếng nên giết Lưu Tông Thân và mai táng cho Ngô Tiềm.
Tự Đạo nhớ lại việc nghị hòa trước kia, sợ trong nội đình tiết lộ việc đó ra nên đày nội thị Đổng Tống Thần, Lưu Doãn Thăng ra Cát châu; quy định con em quan lại không can dự triều chính, ngoại thích không vào giám ti. Một mình Tự Đạo nắm hết quyền hành. Lúc sứ Nguyên Hách Kinh đến, Tự Đạo cho bắt giữ lại, cốt để Kinh không thể gặp Lý Tông. Bên Mông Cổ sai người đến nguyên do thì không được trả lời. Lại vì Cao Đạt, Tào Thế Hùng không phục mình, Tự Đạo sai Lã Văn Đức hặc tội Tào Thế Hùng khiến Hùng bị xử chết, Cao Đạt bị lưu đày. Lưu Chỉnh ở Đồng châu, Tự Đạo thấy không vừa mắt, nên điều Du Hưng làm An phủ sứ Tứ Xuyên để áp chế. Du Hưng ép Lưu Chỉnh nộp biên phí, nhưng Lưu Chỉnh không nộp được bèn dâng Lư châu hàng Mông Cổ. Du Hưng dẫn quân đến đánh nhưng thua trận. Tống đình sai Lã Văn Đức lên thay mới giành lại được Lư châu (1262).
Tự Đạo còn đem việc nộp biên phí làm khó dễ các tướng bên ngoài: Triệu Quỳ và Sử Nham Chi phải bãi quan để bồi thường; Hướng Sĩ Bích đày ra Chương châu sau uất mà chết, Vương Kiên giáng làm tri Hòa châu rồi cũng qua đời. Theo lời của Tự Đạo, Lý Tông nhận hàng tướng Mông Cổ là Lý Đàn ở Kinh Đông. Mông Cổ chủ Hốt Tất Liệt giận lắm, sai Sử Thiên Trạch và Cáp Tất Xích đánh Tống, giết Lý Đàn rồi tiếp tục nam hạ, chiếm trọn đất Tề.
Đầu năm 1264, Giả Tự Đạo lại thi hành chế độ hạn điền, có nghĩa là giới hạn đất ruộng của quan lại quý tộc và cả bình dân để có nhiều lương thực nuôi quân. Lý Tông chuẩn y và sai người đến thu mua công điền, mỗi mẫu giảm 40 quan tiền. Mưu Tử Tài lấy cớ dân oán xin bãi, Lý Tông không nghe và lệnh Lưu Lương Quý, Trần San thu mua công điền. Lý Tông muốn bắt đầu từ Kinh Đông và chờ thu hoạch xong hẵng thu mua. Tự Đạo làm mình làm mẩy đòi phải thu từ Chiết Tây là nơi ruộng đất đáng ngàn vàng, Lý Tông chuẩn y. Vinh vương Triệu Dữ Nhuế bán 1000 mẫu, Triệu Lập Khuê cũng phải bán. Lưu Lương Quý còn ép những ai có hơn 100 mẫu đều phải bán bớt, có hơn 200 mẫu thì phải bán 2/3. Không đủ tiền trả thì viết giấy nợ, mà giấy nợ của triều đình thì chẳng ai dám đòi cả, thế là dân tình ta thán khắp nơi.

## Thao túng đại quyền
Ngày 16 tháng 11 năm 1264, Lý Tông qua đời, thái tử Kì nối ngôi, là Tống Độ Tông. Tháng 4 ÂL, Tự Đạo được tấn phong Thái sư Ngụy quốc công; Độ Tông gọi Tự Đạo là sư thần, triều thần gọi là Châu công, đặc cách mỗi lần vào triều được ngồi dâng tấu, khi đối đáp không phải xưng tên.
Từ sau khi an táng Lý Tông xong xuôi, Tự Đạo xin từ quan về đất Việt, nhưng lại ngầm dặn Lã Văn Đức phao tin đồn rằng quân Mông Cổ đã đánh tới Hạ Đài; cả triều đình nhà Tống kinh hoàng. Độ Tông viết chiếu triệu, Tự Đạo làm mình làm mẩy không chịu tới; phải đến khi Tạ thái hậu có chiếu tay đòi gấp, Tự Đạo mới vào triều. Khi Tự Đạo tới, Độ Tông bái ông làm Thái sư, Tiết độ sứ Trấn Đông; Tự Đạo giận nói chức tiết độ sứ để bọn thô bỉ làm đi; rồi lại dùng dằng xin từ quan. Độ Tông nói mãi không được, đành phải quỳ lạy xin Tự Đạo ở lại. Tham chính Giang Vạn Lý vốn là môn khách cũ của Tự Đạo nhưng cũng thấy bất bình, vội nắm tay nhà vua mà tâu
Từ xưa đến nay nào có lệ vua phải lạy đại thần. Bệ hạ đừng bái lạy như vậy mà gây khó dễ cho Tự Đạo.
Tự Đảo mất hứng, nhưng cũng phải vờ cảm thấy khó xử, bước xuống điện tạ lỗi với Vạn Lý
Nếu không có lời nói của ông thì Tự Đạo đã là tội nhân thiên cổ.
Và từ đó Tự Đạo ghét Vạn Lý, Vạn Lý biết chuyện đành phải xin từ chức làm An phủ sứ Hồ Nam mới tránh được tai vạ. Năm Hàm Thuần thứ ba (1267), Tự Đạo lại xin nghỉ. Độ Tông trong 4, 5 ngày liên tục lệnh đại thần, thị tòng thay phiên đến truyền chỉ cho Tự Đạo ở lại. Lại còn sai người vào đêm tối trông nom bên ngoài phủ đệ Tự Đạo sợ Tự Đạo bỏ trốn mất. Lại tiến phong Tự Đạo làm Thái sư, Bình chương quân quốc trọng sự, trên ngạch tể tướng; một tháng 3 lần đến kinh diên, 3 ngày vào triều một lần, đến Trung thư đường trị sự. Lại ban cho phủ đệ ở Cát Lĩnh để ông có chỗ nghỉ ngơi. Từ đó việc triều chính rơi cả vào tay Tự Đạo. Nhưng Tự Đạo nào có thiết gì đến việc nước, chỉ suốt ngày âu yếm bên lũ tì thiếp, ca kĩ. Ở Lâm An có ca kĩ Phan Xứng Tâm được Tự Đạo đưa vào phủ vui chơi; trong cung có cung nữ Trương thị, Diệp thị được Độ Tông ưa thích, Tự Đạo bức cả hai ra khỏi cung vào phủ hầu hạ mình; Độ Tông biết chuyện mà không dám nói. Tự Đạo thích trò chọi dế, trong phủ nuôi rất nhiều dế đá, người đương thời gọi là Tất suất tể tướng, tức là tể tướng chọi dế.
Việc quốc gia đại sự Tự Đạo giao cho thân cận giải quyết, chỉ xem những bản tấu đàn hặc của ngôn quan, chư ti; do đó không ai dám dâng lời nói thẳng. Nhiều đại thần như Lý Phi, Văn Thiên Trường, Trần Văn Long, Lục Đạt, Đỗ Uyên... bị Tự Đạo ghét bỏ và bị giáng chức. Chánh nhân hiền sĩ đều bị đuổi ra khỏi triều, những ai muốn giữ thân thì phải đem vàng bạc châu báu đến ra mắt Tự Đạo. Năm 1269 Tự Đạo lại xin từ quan, Độ Tông khóc mà lưu lại, Tự Đạo nhất quyết không chịu; cuối cùng phải đặc cách cho Tự Đạo 6 ngày vào triều một lần, một tháng 2 lần tới Kinh diên. Năm thứ 6 (1270), được phép vào triều không phải bái lạy, khi ra triều thì Độ Tông đích thân đưa tiễn. Về sau còn cho 10 ngày mới vào triều một lần.
Bấy giờ trong triều chỉ biết có Tự Đạo chứ không biết có Độ Tông. Một hôm vào năm 1272, triều đình có việc hạ minh đường, Độ Tông cho Tự Đạo làm Đại Lễ sứ. Lễ xong thì trời bỗng mưa, Tự Đạo khuyên Độ Tông hết mưa hẵng về. Nhưng chờ mãi mưa vẫn không hết, khi đó Hồ Hiến Tổ là anh Hồ quý tần thỉnh cầu về cung (mặc dù chưa hỏi ý Tự Đạo). Độ Tông nói
Giả Bình chương chắc gì đã cho đi.
Hiến Tổ bảo Tự Đạo chắc không quan tâm đến những việc này, Độ Tông bèn ra về. Tự Đạo hay tin, tức giận nói
Thần làm đại lễ sứ, Bệ hạ làm gì thì không được biết, vậy xin bãi thần đi.
Rồi bỏ ra khỏi triều đình theo hướng cửa Gia Hội. Độ Tông cố sức giữ lại cũng không được. Cuối cùng đành phải bãi quan của Hiển Tổ, gạt nước mắt phế bỏ Hồ quý tần, cho làm ni cô. Khi đó Tự Đạo mới vào triều.

## Làm ngơ nhìn đất mất
Ở miền bắc, Hốt Tất Liệt sau 4 năm chiến tranh đã đánh bại A Lý Bất Ca, trở thành người cai trị của Mông Cổ. Năm 1271, Người đổi tên nước là Đại Nguyên, từ đó quân Mông Cổ gọi là quân Nguyên. Ổn định chính sự, Nguyên Thế Tổ tính đến việc nam chinh, lệnh Lưu Chỉnh, A Truật đánh lấy Tương Dương (1267). Tướng giữ Tương Dương là Lã Văn Hoán cấp báo với anh là Lã Văn Đức nhưng Văn Đức lại coi như không có chuyện gì. Quân Mông Cổ bao vây Tương Dương, Lã Văn Hoán kiên trì kháng cự suốt 5 năm. Bấy giờ tại Lâm An, Giả Tự Đạo biết Tương Phàn nguy cấp mà không có hành động gì, chỉ cùng lũ tì thiếp ở Cát Lĩnh ngày đêm yến ẩm hoan lạc. Tự Đạo ghét ai đến làm phiền, bèn để sẵn một lò lửa, thấy ai khi không báo trước mà tới thì ném vào lửa. Một hôm có người anh của một tì thiếp đến thăm mà không xưng tên, người hầu bắt lấy ném luôn vào lò lửa. Người này sợ quá kêu to tên Tự Đạo, Tự Đạo mới nhận ra, nhưng khi đó người này đã bị bỏng nặng khó cứu được.
Năm 1267, Tự Đạo tiến cử Diệp Mộng Đỉnh làm Hữu Thừa tướng. Mộng Đỉnh từ tạ đến mấy lần mới nhận chức. Sau đó Mộng Đỉnh xem xét việc ở Lợi Châu, thấy Tự Đạo bài xích nhiều quan viên trong châu, nên không vừa lòng, dâng sớ từ chức. Mẹ Tự Đạo là Hồ thị được tin trách mắng Tự Đạo nên hắn không dám gây khó dễ cho Mộng Đỉnh. Từ khi Tương Dương bị vây, mỗi lần có biểu từ chiến trận gửi về, Tự Đạo đều giấu không báo lên. Lã Văn Hoán cố thủ cô thành đã 5 năm, tình thế rất khó khăn; thường nhìn về hướng nam mà bái lạy, mong quân tiếp việc chóng tới. Đến khi sự việc không giấu được, Tự Đạo xin ra trận đốc quân nhưng ngầm bảo người xin giữ lại. Ngự sử Lý Vượng nói với Tự Đạo nên dùng Cao Đạt, Tự Đạo nói
Ta dùng lại Cao Đạt thì ăn nói sao với Lã thị đây.
Lý Vương lui ra mà thở dài
Lã thị yên thì Triệu thị nguy.
Giám sát ngự sử Trần Kiên dâng sớ tấu rằng sư thần dù có ra trận, được Tương thì mất Hoài, được Hoài thì mất Tương không thể giữ hết hai nơi được, chi bằng cứ để Tự Đạo ở bên trong để điều động binh mã. Do đó Tự Đạo không phải ra ngoài nữa. Tướng Hạ Quý bị quân Đại Nguyên đánh bại, Tự Đạo cất nhắc con rể Lã Văn Đức là Phạm Văn Hổ làm Điện Tiền đô phó chỉ huy sứ, cầm Điển cấm quân, điều Lý Đình Chi làm chế trí sứ Kinh Hồ lo việc Lưỡng Hồ, đốc sư Tương Phàn. Phạm Văn Hổ sợ Đình Chi giành mất công, nên xin Tự Đạo cho mình đi cứu Tương Dương. Tự Đạo bằng lòng, để quân của Văn Hổ thuộc Khu phủ tiết chế, tách khỏi sự chỉ huy của Đình Chi. Nhưng Văn Hổ cứ chần chừ không tiến quân mà ngày đêm yến ẩm, đá cầu với lũ kĩ thiếp, còn bảo là chưa nhận được ý chỉ. Đến đầu năm 1271, khi Tự Đạo đích thân thúc giục thì Văn Hổ mới tiến quân, nhưng vừa ra trận đã bị quân Nguyên đánh bại ở cửa Chí Lộc, Văn Hổ co giò bỏ chạy.
Giang Vạn Lý lúc này lại triều Tống đình cất nhắc lên chức Tả thừa tướng. Năm 1270, vì Vạn Lý nhiều lần xin cứu Tương Dương làm cho Giả Tự Đạo bực mình, nên Tự Đạo bãi chức của Vạn Lý. Cuối năm 1272, Hữu thừa tướng Mã Quang Tổ do chán ngán Giả Tự Đạo chuyên quyền nên xin từ chức. Tháng 2 ÂL năm 1273, Lã Văn Hoán sau 6 năm kiên trì giữ Tương Dương cuối cùng cũng ra hàng Nguyên triều. Tương Phàn thất thủ, Lâm An rúng động. Giả Tự Đạo đến đây lại lên tiếng trách mắng Độ Tông không cho mình ra trận sớm. Anh Lã Văn Hoán là Lã Văn Phúc hiện là tri Lư châu, con Văn Đức là Lã Sư Quỳ ở Tĩnh Giang đều dâng biểu xin tội, nhưng Giả Tự Đạo hết lòng che chở. Triều đình bắt đầu lo giữ các vùng còn lại. Năm 1274, có chiếu lấy Lý Đình Chi giữ làm chế trí sứ Hoài Đông kiêm tri Dương châu, Hạ Quý làm chế trí sứ Hoài Tây chế trí sứ kiêm tri Lư châu, Trần Dịch làm chế trí sứ Duyện Giang kiêm tri Hoàng châu. Tự Đạo cho thiết lập một bộ phận lấy tin nhanh, và chê trách Xu mật viện để lộ tin quân sự và các tệ nạn làm tin đến chậm. Trần Nghi Trung dâng sớ xin chém Phạm Văn Hổ bỏ đất mất quân, nhưng Tự Đạo chỉ giáng Văn Hổ xuống một bậc, điều làm tri phủ An Huy.. Lấy Uông Lập Tín là Kinh Hồ chế trí sứ, Triệu Tấn con Triệu Quỳ là Duyện Giang chế trí sứ. Giám sát ngự sử Trần Văn Long nói Tấn chưa đủ sức đảm nhiệm công việc ở Duyện Giang, Tự Đạo liền bãi chức Văn Long.
Đầu năm 1274, mẹ Giả Tự Đạo là Hồ thị qua đời, Tự Đạo trờ về Thai châu chịu tang. Tống Độ Tông ban chiếu lấy lễ thiên tử an táng cho Hồ thị, lăng mộ xây theo thế sơn lăng. Trăm quan tham gia tang lễ từ sáng tới tối, lúc đó có mưa dầm dề mà chẳng ai dám nhúc nhích. Táng xong, Tự Đạo không ở lại chịu tang mà về triều luôn. Ngày 12 tháng 8 cùng năm, Độ Tông qua đời, hưởng dương 34 tuổi. Bấy giờ triều Tống đang bị quân Nguyên uy hiếp nặng nề, đình thần đề nghị lập người con lớn của Độ Tông là Triệu Thị lên ngôi, nhưng Tự Đạo lấy cớ chọn đích tự, đưa Gia quốc công Triệu Hiển (Con Toàn hoàng hậu) lên ngôi, tức là Tống Cung Đế.

## Bị ép ra trận
Bấy giờ quân Nguyên đã áp sát Trường Giang. Chế trí sứ Kinh Hồ Uông Lập Tín dâng thư lên Tự Đạo bàn hai kế sách giữ nước (tập hợp binh mã và tạm xin hòa hoãn) nhưng Tự Đạo không nghe, mắng Lập Tín là thằng mù chỉ biết nói bừa, sau đó bãi chức của Lập Tín, đưa Chu Tự Tôn lên thay. Bấy giờ Nguyên Thế Tổ lấy cớ Giả Tự Đạo bội ước, cử Sử Thiên Trạch và Bá Nhan thống chế các lộ binh mã gồm 20 vạn quân, có hàng tướng Lưu Chỉnh và Lã Văn Hoán dẫn đường; tiến xuống phía nam. Về sau Sử Thiên Trạch bị bệnh phải quay về miến bắc, toàn bộ đại quân Nguyên do Bá Nhan chỉ huy. Tháng 9 ÂL, Bá Nhan chia quân ba đạo vượt sông. Tướng Trương Thế Kiệt đóng quân ở Dĩnh ra sức chống cự, quân Nguyên bèn bỏ qua Dĩnh châu, tiếp tục xuôi dòng Trường Giang đánh và chiếm được Hoàng gia Loan Bảo. Trong khi đó thì Sách Đa dẫn một đao quân từ Tảo Dương vào Không Sơn, Trạch Chiêu Thảo từ núi Lão Nha đánh Kinh Nam. Triều Tống bại hết trận này đến trận khác, sĩ khí sút kém hẳn.
Tháng 11, Tự Đạo tiến cử Vương Dược, Chương Giám làm Tả, Hữu thừa tướng. Lúc này thì quân Nguyên chiếm Sa Dương, Tân Thành, Vân An, La Củng, Cao Dương và Phúc châu. Chỉ có chế trí sứ Hoài Tây Hạ Quỳ, Đô Thống chế Vương Đạt và tuyên phủ sứ Kinh Hồ Chu Tự Tôn dùng quân du kích đánh địch mới tạm ngăn được bước tiến của quân Nguyên. Nhưng vận số của triều Tống đã hết, không thể chống giữ được bao lâu. Tháng 12 ÂL, Bá Nhan đóng 10 vạn quân kị ở Giang Bắc, lại sai A Lý Hải Nhai cùng Trương Hoằng Phạm tiến đánh Dương La Bảo, giết Vương Đạt, sau đó A Thuật dẫn đại quân vượt sông, Hạ Quý phải bỏ chạy. Bá Nhan chuẩn bị lấy Kinh Hồ còn mình và A Thuật đưa quân thẳng tiến vào Lâm An. Cả thành Lâm An chấn động.
Lúc đó ba thái học sinh cùng quần thần liên danh đề nghị sư tướng đốc quân. Thái hoàng thái hậu hạ chiếu cho Giả Tự Đạo, Tôn Hổ Thần dẫn quân, mở kho lấy 10 vạn lạng vàng, 50 vạn lạng bạc, 1000 vạn tiến chuyển sang kho đô đốc để tiện sử dụng; lại hạ lệnh thiên hạ cần vương. Tự Đạo hết cách đành phải nhận lời, nhưng lại chần chừ không ra quân. Đến đầu năm 1275, quân Nguyên chiếm Hoàng châu, ché trí sứ Duyện Giang Trần Dịch ra hàng. Tự Đạo triệu Lã Sư Quỳ làm tham tán đô đốc phủ quân sự nhưng Sư Quỳ không nhận và dẫn cả bọn họ Lã ra hàng. Lúc này nghe tin Lưu Chỉnh chết, Tự Đạo nghĩ quân Nguyên không còn người dẫn đường bèn ra quân đánh giặc, lệnh tập trung 13 vạn tinh binh cùng lên đường. Tự Đạo sai người liên hệ với Lã Sư Quỳ bàn việc nghị hòa nhưng không được. Tự Đạo lại sai Tống Kinh đến trại quân Nguyên đề nghị xưng thần, triều cống như hòa ước năm Khai Khánh mà chính Tự Đạo nói mà không làm. Bá Nhan không nghe.
Hạ Quý đem quân tới và đưa cho Tự Đạo một quyền sách, trong đó ghi rằng vận mệnh triều Tống chỉ có 320 năm. Tự Đạo bất giác thở dài, rồi dùng Tôn Hổ Thần làm chiêu thảo sứ Giang Hoài, đến Kiến Khang mộ quân. Tự Đạo đến xin lỗi Uông Lập Tín chuyện khi trước và hỏi về kế sách chống giữ, Lập Tín đáp chỉ còn biết lấy cái chết để báo quốc. Quân Nguyên đã vây khốn Trì châu. Giả Tự Đạo lựa chọn 7 vạn quân giao cho Tôn Hổ Thần chỉ huy, lệnh Hạ Quý đem 2500 chiến thuyền theo đường sông tiến đánh quân Nguyên, còn mình đóng ở Lỗ Cảng làm hậu ứng. Tôn Hổ Thần ra trận thất lợi, Hạ Quý ngồi nhìn không cứu. Bá Nhan cho pháo bắn vào Trung quân, A Thuật cùng mấy ngàn tay chèo theo dòng nước đến sát bên thuyền quân Tống. Tướng tiên phong bên Tống là Khương Tài liều sức chống trả, Hổ Thần sợ hãi, bỗng nhiên nhảy sang thuyền Khương Tài. Quân sĩ nghĩ Hổ Thần đã chạy nên rất hoảng loạn. Hạ Quý không đánh mà bỏ chạy, và báo rằng Hổ Thần thua rồi. Tự Đạo bèn thu quân về Chu Kim Sa, giữa đường bị quân Nguyên đuổi riết, thương vong vô số. Tự Đạo hỏi kế Hạ Quý, Hạ Quý đề nghị rút quân về Dương châu, nghênh giá ra biển, còn mình sẽ ở lại giữ Hoài Tây. Tự Đạo bèn cùng Tôn Hổ Thần lui về Dương châu, cho treo cờ triệu tập ba quân mà chả ai thèm đến, thậm chí có người còn chửi rủa. Quân Nguyên đánh vào Nhiêu châu, Lâm Giang, Trấn Giang, Ninh Quốc, Long Hưng, Giang Âm, các châu Thái Bình, Hòa châu lần lượt bị mất. Đó là vào cuối tháng 2 ÂL.
Tự Đạo dâng sớ xin dời đô. Thái hoàng thái hậu không theo, đến tháng 3 ÂL Hàn Chấn cũng dâng biểu, thái hoàng thái hậu mới triệu tập quần thần bàn định. Tả thừa tướng Vương Dược muốn cố thủ, Hàn Chấn phản đối và bỏ đi. Khi đó có thái học sinh dâng biểu xin tử thủ Lâm An, việc dời đô mới phải hoãn lại. Lúc này quân Nguyên đã áp sát, các đại thần lũ lượt bỏ trốn, triều Tống xem ra chẳng còn được bao lâu.

## Thất thế và bị giết
Quân Nguyên đã chiếm được Kiến Khang, Uông Lập Tín thất vọng và qua đời. Lúc này Giả Tự Đạo bí thế, đã phải xin trả lại ấn tín. Tri Xu mật viện Trần Nghi Trung dâng sớ xin giết Tự Đạo. Thái hoàng thái hậu nói
Tự Đạo cần lao suốt ba triều, chỉ có tội với một triều, không thể bỏ lễ đại thần được.
Nhưng cũng xuống chiếu bãi chức Bình chương, Đô đốc, giáng Lễ toàn quan sứ. Tháng 3 ÂL, triều đình xóa bỏ hết mọi việc làm hại dân của Tự Đạo trước kia, ruộng trả về điền chủ; lại khôi phục quan tước cho Ngô Tiềm, Hướng Sĩ Bích. Dùng Vương Dược, Trần Nghi Trung làm Tả, Hữu thừa tướng. Ông Ứng Long bị đày ra Cát Dương quan rồi bị giết. Bọn Vương Đình, Liêu Oánh Trung bị buộc phải tự sát. Phan Văn Khanh, Trần Quá, Trần Kiên là tay chân của Tự Đạo cũng bị đàn hặc và bị đuổi khỏi triều. Tháng 4 ÂL, Cao Tư Đắc lại xin giết Tự Đạo, thái hoàng thái hậu không theo. Tự Đạo dâng sớ xin bảo toàn và kể tội Hạ Quý, Tôn Hổ Thần. Triều đình giáng quan của Tự Đạo ba cấp, lệnh cho về đất Việt chịu tang. Tự Đạo nấn ná không đi. Tháng 5 ÂL, Tả Thừa tướng Vương Dược dâng sớ kể tội Tự Đạo bất trung, bất hiếu. Tháng 7 năm 1275, Hoàng Dung và Vương Ứng Lân xin đày Tự Đạo ra Lân châu, không theo. Vương Dược tâu
Quyền thần gây họa cho bản triều, không ai bằng Tự Đạo. Thần đây lấy lời thẳng mà tâu, bệ hạ nghe mà không làm thì biết lấy gì để trình bày với mọi người, lấy gì để tạ thiên hạ.
Bèn đày Tự Đạo ra Vụ châu. Người Vụ châu nghe Tự Đạo tới bèn dẫn nhau bao vây giữa đường mà đuổi đi. Giám sát ngự sử Tôn Vinh dâng sớ nói phạt nhẹ, mới đày Tự Đạo ra phủ Kiến Ninh. Ông Hợp lại nói, phủ Kiến Ninh là quê của Chu Hi, để Tự Đạo ra đó thì không xứng, Vương Ứng Long và Hoàng Dung cũng dâng sớ nhưng không được. Cuối cùng thị ngự sử Trần Văn Long, Trần Cảnh Hành, Từ Trực Phương, Tôn Vanh Tẩu và giám sat ngự sử Du Chiết cùng liên danh tấu, bèn tịch biên gia sản của Tự Đạo, giáng Đoàn luyện sứ Cao châu, an trí ở Tuần châu.
Ông nội ruột của Cung Đế là Phúc vương Dữ Nhuế rất oán hận Tự Đạo, muốn tìm một người áp giải có thể giết Tự Đạo trên đường đi. Có huyện úy Trịnh Hổ Thần tình nguyện làm việc đó. Lúc Tự Đạo lên đường có đem theo 10 tì thiếp, Hổ Thần đuổi hết đi và tống Tự Đạo lên xe. Cho vứt hết mui xe mặc dù khi đó vào thu trời đã lạnh. Lại lệnh cho xa phu xướng những bài ca của Hàng châu, nhiều lần còn réo tên Tự Đạo lên mà chửi. Đến một ngôi chùa nọ, Hổ Thần thấy trên tường có ghi mấy câu thơ của Ngô Tiềm khi trước viết lúc bị đày đến đây, liền hỏi
Giả đoàn luyện à, Ngô Thừa tướng cũng từng đến chỗ này sao?
Tự Đạo thẹn không nói gì. Lúc đó triều đình lại có người dâng sớ nói gia súc trong nhà Tự Đạo được đeo ngự vật, xin chém Tự Đạo; thái hậu sai sứ đến hỏi. Sứ giả chưa tới nơi thì vào một ngày tháng 8 ÂL, khi Tự Đạo tới gần am Mộc Miên, Chương châu, Hổ Thần chỉ dòng nước nói Tự Đạo có thể nhảy xuống được đấy, Tự Đạo không nghe, bảo
Thái hoàng từng hứa sẽ không giết ta. Muốn ta chết thì phải có chiếu chỉ.
Hổ Thần nói
Ta vì thiên hạ giết Tự Đạo, có chết cũng không hối hận.
Lập tức giết Tự Đạo. Năm đó Tự Đạo 63 tuổi, nắm quyền 17 năm. Bốn năm sau đó thì triều Tống cũng bị diệt vong.